# Кори Тельо, Хорхе
Хорхе Кори Тельо (исп. Jorge Cori Tello; род. 30 июля 1995) — перуанский шахматист, гроссмейстер (2010).
Чемпион мира до 16 лет (2011). В составе сборной Перу участник 39-й Олимпиады (2012) в Ханты-Мансийске.
Его старшая сестра Дейси (род. 1993) гроссмейстер среди женщин.
В октябре 2018 года Кори стал лучшим индивидуальным игроком 43-й шахматной олимпиады (открытый турнир) в Батуми (Грузия), набрав 7½ из 8 очков (семь побед и одна ничья) с рейтингом 2925.

## Изменения рейтинга
| Графики недоступны из-за технических проблем. См. информацию на Фабрикаторе и на mediawiki.org. |